# Coleraine
För andra betydelser, se Coleraine (olika betydelser).

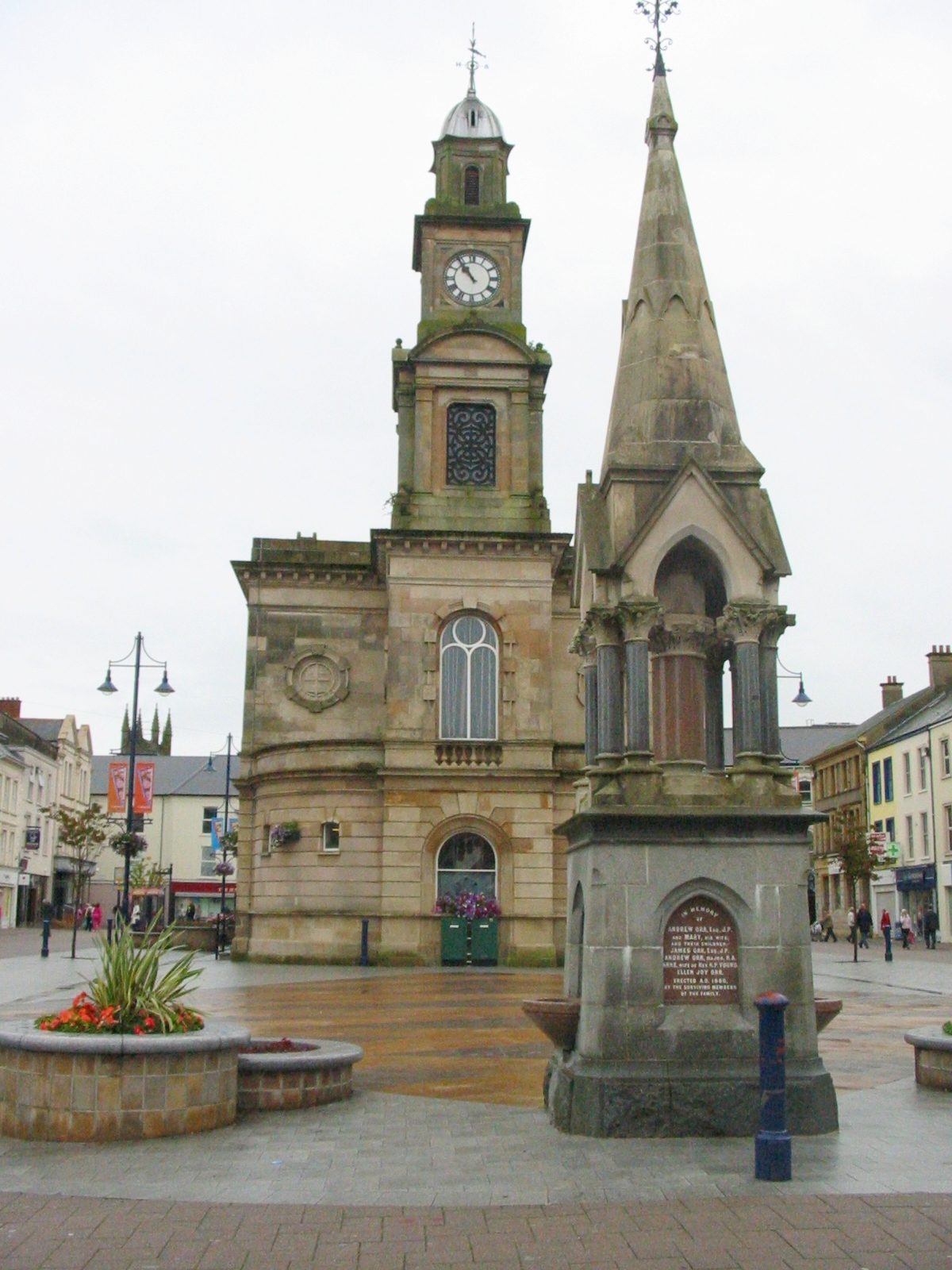
Coleraines centrum

Coleraine (iriska: Cúil Raithin) är en stad i grevskapet Londonderry i Nordirland. Staden hade 24 089 invånare år 2001 och är distriktstad för distriktet Coleraine. Staden ligger vid floden Banns mynning.
Ett av University of Ulsters fyra campus ligger i Coleraine.
På den cirka 60 meter höga kullen Mountsandel har man funnit rester från trähus byggda runt år 7000 f.Kr.